# Tiếng Dukha
Tiếng Dukha (тyъһа тыл, Tuha tıl) là một ngôn ngữ Turk có nguy cơ tuyệt chủng được nói bởi khoảng 500 người Dukha (hay còn gọi là Tsaatan) ở huyện Tsagaannuur thuộc tỉnh Khövsgöl, miền bắc Mông Cổ. Tiếng Dukha thuộc phân nhóm Taiga của ngữ chi Turk Sayan (cũng bao gồm tiếng Tuva và tiếng Tofa). Ngôn ngữ này gần như tuyệt chủng và chỉ được nói như ngôn ngữ thứ hai. Mã đề xuất ISO 639-3 của tiếng Dukha là dkh, nhưng đã bị từ chối bởi SIL.
Tiếng Dukha chủ yếu liên quan đến ngôn ngữ Soyot của Buryatia. Ngoài ra, nó có liên quan đến tiếng Tuva Tozhu và tiếng Tofa. Ngày nay, nó được sử dụng cùng với tiếng Mông Cổ.
Các đơn vị hình thái tiếng Dukha được viết bằng chữ in hoa, tương tự như các ngôn ngữ chị em và ngữ pháp chuẩn.

## Âm vị học

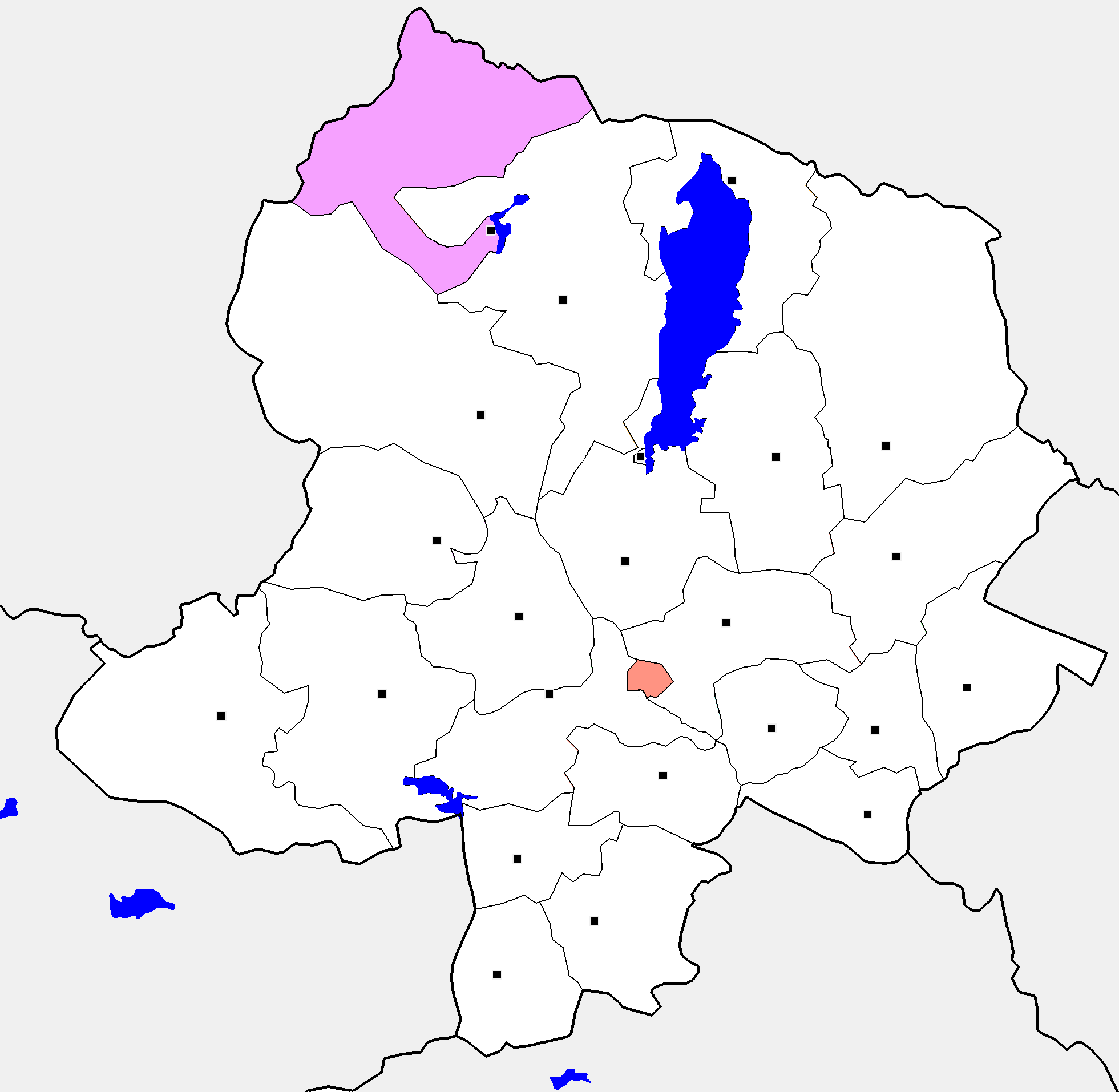
Huyện Tsagaannuur của tỉnh Khövsgöl, nơi tiếng Dukha được sử dụng.

Âm vị học tiếng Dukha cho thấy nhiều điểm tương đồng với tiếng Tuva. Sự khác biệt lớn nhất với tiếng Tuva nằm ở hệ thống phụ âm, mà trong tiếng Dukha, cũng chứa các âm lưỡi gà và thanh hầu.
Hệ nguyên âm của tiếng Dukha giống với tiếng Tuva, ngoại trừ âm [ɨ].
|       | Trước | Trước | Sau | Sau |
| ----- | ----- | ----- | --- | --- |
| Cao   | i     | y     | ɯ   | u   |
| Trung | e     | ø     |     | o   |
| Thấp  |       |       | a   |     |

Hệ phụ âm của tiếng Dukha có các phụ âm lưỡi gà và hầu họng, không có trong tiếng Tuva. Âm /r/ chỉ có thể được tìm thấy ở đầu các từ mượn; những từ mượn này thường có một nguyên âm đứng trước. Ví dụ: ə-rayoon ("tơ nhân tạo").
Bên cạnh sự hài hòa về nguyên âm, tiếng Dukha còn có sự hài hòa về phụ âm, được tìm thấy ở phần đầu của các hậu tố.

## Hình thái học
Số nhiều được đánh dấu bằng hậu tố -LEr (Ragagnin 2011: 121). Nguyên âm của hậu tố thay đổi theo dạng đối lập trước-sau. Phụ âm vẫn còn [l] khi gốc danh nghĩa kết thúc bằng một nguyên âm hoặc một phụ âm hữu thanh. Hậu tố thay đổi thành -tEr sau phụ âm vô thanh và -nEr sau âm mũi.
| Số ít | Số nhiều  | Nghĩa               |
| aŋ    | aŋ-nar    | "động vật hoang dã" |
| aššak | aššak-ter | "ông già"           |
| žarə  | žarə-lar  | "tuần lộc"          |
| ir    | ir-lar    | "bài hát"           |

## Cú pháp
Tiếng Dukha có cú pháp SOV (chủ–tân–động). Ví dụ:
sen
PRO:2SG
chủ
žarə
cưỡi.tuần-lộc
tân
mun-əp
lên-GER
động
gör-ɣen
thấy-REM
sen
2SG
iyen
PTCL
"Rõ ràng bạn đã thử cưỡi tuần lộc." Mismatch in the number of words between lines: 6 word(s) in line 1, 6 word(s) in line 2, 3 word(s) in line 3  (help);

## Ngữ pháp

### Số đếm
Tiếng Dukha sử dụng hệ thống đếm cơ số 10. Các con số của tiếng Dukha chủ yếu cho thấy sự khác biệt về âm vị học hơn là từ vựng với những con số tiếng Tuva.
| 1   | pir   | 10 | on     |
| 2   | iʰx̃ə  | 20 | žeerbi |
| 3   | üš    | 30 | üžon   |
| 4   | tört  | 40 | törton |
| 5   | peš   | 50 | pežon  |
| 6   | alʰtə | 60 | alʰton |
| 7   | žedə  | 70 | žedon  |
| 8   | ses   | 80 | seson  |
| 9   | tʰos  | 90 | tʰoson |
| 100 | žüs   |    |        |

Danh từ theo sau một số không có hậu tố số nhiều.